# 알렉산드라 라미
알렉상드라 라미(Alexandra Lamy, 프랑스어 발음: [alɛksɑ̃dʁa], 1971년 10월 14일 ~ )는 프랑스의 배우이다.

## 출연 작품
- 니스의 브리스 (2005)
- 원 윌 라이크 (2006)
- 올 페이드 익스펜시스 (2007)
- 모던 러브 (2008)
- 리키 (2009)
- 럭키 루크: 전설의 무법자 (2009)
- 소지품들 (2011)
- 플레이어스 (2012)
- 상드리용 오 파 웨스트 (2012)
- 메든드 바이 히스 앱선스 (2012)
- 땡큐, 대디 (2014)
- 네버 온 더 퍼스트 나이트 (2014)
- 비스 (2015)
- 백 투 맘스 (2016)
- 빈센트 (2016)
- 스포일드 포 초이스 (2017)
- 아워 패트리어트 (2017)
- 인디안 테일 (2017)
- 롤링 투 유 (2018, Tout le monde debout)
- 노필터 (2019)